# Płaszczowiny wierchowe
Płaszczowiny wierchowe – płaszczowiny, z których zbudowane są północne zbocza Tatr. Zalegają na autochtonicznych seriach wierchowych lub bezpośrednio na trzonie krystalicznym Tatr. Na nich z kolej zalegają płaszczowiny reglowe.
Płaszczowiny wierchowe dzielą się na mniejsze jednostki. Są to:
- płaszczowina Czerwonych Wierchów,
- płaszczowina Giewontu.

Tworzą pas wychodni od Osobitej poprzez Grzesia, południowe stoki Bobrowca, Ornak, Kominiarski Wierch, Czerwone Wierchy, północne zbocza Koszystej, Szeroką Jaworzyńską, północne zbocza Jagnięcego Szczytu po Dolinę Kieżmarską i Steżki.
Ponieważ ze skał tych płaszczowin zbudowane są znaczące szczyty (w gwarze podhalańskiej „wierchy”), stąd nazwa – płaszczowiny wierchowe.
Płaszczowiny wierchowe składają się z osadów triasu, jury i kredy.